# 終極救援
《終極救援》（英語：Six Bullets）是一部2012年美國動作驚悚片，由厄尼·巴布拉許執導。電影主演包括尚-克勞德·范·達美、喬·弗藍尼根、安娜-露薏絲·普羅曼和Charlotte Beaumont。電影2012年9月11日以DVD首映的方式在美國發行。

## 劇情
故事敘述一名老牌傭兵山姆森·高爾（尚-克勞德·范·達美 飾）在完成任務後，發現他的行為造成了無辜受害者的死亡，使得他退休改經營一間牛肉行。直到綜合格鬥家安德魯·費登（喬·弗藍尼根 飾）的女兒（Charlotte Beaumont 飾）遭到網路罪犯綁架後，他向山姆森尋求協助，使得兩人合作試圖攻入其根據地將女兒救出。

## 演員
- 尚-克勞德·范·達美飾演山姆森·高爾（Samson Gaul）
- 喬·弗藍尼根飾演安德魯·費登（Andrew Fayden）
- 安娜-露薏絲·普羅曼（英语：Anna-Louise Plowman）飾演莫妮卡·費登（Monica Fayden）
- Charlotte Beaumont飾演貝姬·費登（Becky Fayden）
- Uriel Emil Pollack飾演弗拉德（Vlad）

## 外部連結
- 互联网电影数据库（IMDb）上《終極救援》的资料（英文）
- 爛番茄上《終極救援》的資料（英文）
- AllMovie上《終極救援》的资料（英文）